# Kościół garnizonowy w Grudziądzu
Kościół garnizonowy pw. św. Stanisława Biskupa – neogotycka świątynia wybudowana w latach 1897–1900, która znajdowała się przy obecnej ul. Władysława Jagiełły. Zniszczona podczas II wojny światowej.

## Historia
Po I rozbiorze Polski Grudziądz stał się siedzibą pruskiego garnizonu, który od 1774 r. korzystał z nabożeństw w kościele ewangelickim w ratuszu, a następnie w nowo wzniesionym kościele Fryderykowskim. W 1823 r. nabożeństwa wojskowe przeniesiono do kościoła św. Ducha po skasowanym klasztorze benedyktynek. W związku z rozbudową twierdzy, pod koniec XIX w. kościół ten okazał się niewystarczający i zadecydowano o budowie nowej ewangelickiej świątyni wojskowej.
Projekt kościoła wykonał architekt Schönhals z Ministerstwa Wojny w Berlinie, który nieco wcześniej wzniósł kościół garnizonowy w Toruniu. Budowa trwała od 1897 do 1900 r. Kościół w Grudziądzu był o 1/3 mniejszy i o połowę tańszy niż toruński. Liczył 1000 miejsc siedzących, w tym część na emporach. Został zlokalizowany na Górze Fortecznej, w bezpośrednim sąsiedztwie cytadeli, w otoczeniu zieleni i cmentarzy i dzięki temu stał się ważnym elementem panoramy tej części miasta. Po poświęceniu kościół św. Ducha został przekazany na potrzeby żołnierzy katolików. Nabożeństwa były przeznaczone wyłącznie dla żołnierzy.
Po odzyskaniu niepodległości w 1920 r. kościół został przejęty — jako własność państwowa — na potrzeby Wojska Polskiego jako kościół rzymskokatolicki. W roku następnym odbyła się uroczysta konsekracja p. w. św. Stanisława Biskupa. Od 1926 r. mogła zeń korzystać także ludność cywilna. Około 1930 r. wnętrze uzyskało nowy wystrój malarski o motywach kaszubskich, autorstwa Wacława Szczeblewskiego i jego uczniów z Pomorskiej Szkoły Sztuk Pięknych oraz rzeźbiony ołtarz wykonany przez Ignacego Zelka. Przez cały okres międzywojenny obowiązki kapelana garnizonowego sprawował zasłużony dla kultury Grudziądza i Pomorza ks. dr Władysław Łęga.
Podczas kampanii wrześniowej w 1939 r. kościół został poważnie uszkodzony i jeszcze podczas okupacji rozpoczęto prace rozbiórkowe. Po wojnie teren zniwelowano, i zabudowano domami jednorodzinnymi.
Parafia wojskowa pw. św. Stanisława Kostki działa przy kościele pojezuickim św. Franciszka Ksawerego, natomiast wezwanie św. Stanisława Biskupa nosi parafia na osiedlu Rządz, gdzie też znajduje się figura św. Teresy pochodząca z omawianego kościoła. Wykonane w 1840 r. naczynia komunijne przeniesiono do kościoła św. Ducha.

## Architektura
Kościół był budowlą ceglaną, neogotycką. Był dwunawową halą z transeptem i płytkim wielobocznie zamkniętym prezbiterium umieszczonym na osi korpusu oraz z wieżą w fasadzie. Oszkarpowane elewacje ożywiały ostrołukowe okna, a w transepcie duże rozety. Wieża zwieńczona iglicą osiągała wysokość 64 m, korpus kryty był wysokim dwuspadowym dachem, transept (w Toruniu ozdobiony monumentalnymi szczytami) - trójpołaciowym. Na skrzyżowaniu korpusu i transeptu wznosiła się smukła sygnaturka. We wnętrzu sklepienie sieciowe wspierało się na 2 smukłych granitowych filarach. Okna prezbiterium wypełniły ornamentalne witraże, wnętrze pokryła skromna dekoracja malarska Wilhelma Sieversa z Hanoweru. Ołtarz i ambonę wzniesiono z piaskowca i drewna dębowego. Organy zbudowała elbląska firma August Terletzki.